# كينيث لين (راكب الكنو)
كينيث لين (بالإنجليزية: Kenneth Lane)‏ (و. 1923 – 2010 م) هو راكب الكنو كندي، ولد في تورونتو، شارك في الألعاب الأولمبية الصيفية 1952، توفي في تورونتو، عن عمر يناهز 87 عاماً، بسبب ابيضاض الدم.

## روابط خارجية
- كينيث لين على موقع أوليمبيديا (الإنجليزية)